# Lech (Austria)
Lech (o Lech am Arlberg) è un comune austriaco di 1 503 abitanti nel distretto di Bludenz, nel Vorarlberg.
Stazione sciistica, Lech ha ospitato tra l'altro numerose tappe della Coppa del Mondo e della Coppa Europa di sci alpino, della Coppa del Mondo di snowboard e i Campionati austriaci di sci alpino nel 2006 e nel 2014.

## Geografia fisica
L'altitudine di 1444 m per il villaggio è riferita alla posizione della Chiesa Vecchia, che si trova su una collina. Il 14,1% della superficie del comune è boscoso, il 58% della superficie è alpina. Nel territorio comunale di Lech, le sorgenti del Formarinbach (sorgente vicino al lago Formarinsee) e dello Spullerbach, che sgorga dal lago Spullersee, si uniscono per formare il fiume Lech, che successivamente scorre nel comune di Warth attraverso la valle Lechtal verso la Baviera.

## Storia
Il villaggio di montagna fondato dai Walser fu chiamato Tannberg fino al XIX secolo, quando prevalse il nome Lech, che deriva da Tannberg am Lech. Oggi il comune di Lech fa parte della regione dell'Arlberg. Lech appartiene al distretto di Bludenz e anche al distretto giudiziario di Bludenz, ma a differenza dei suoi comuni vicini a sud, Klösterle e Dalaas che appartengono anch'essi al distretto di Bludenz, non si trova nella valle Klostertal bensì nel massiccio montuoso dell'Arlberg situato a nord-est.

## Monumenti e luoghi d'interesse
- Antica chiesa parrocchiale di Lech am Arlberg: La chiesa è stata costruita intorno al 1390 in stile gotico e completamente rinnovata nel 1987. La chiesa romanica originale è ancora riconoscibile da vari affreschi. L'intero interno della chiesa fu ridisegnato nel 1791 in stile Landrokoko.
- Museo della montagna Kästle: Nel dicembre 2008, nella stazione di montagna della Rüfikopfbahn è stato aperto il museo Kästle Mountain Museum. La mostra permanente è dedicata alla storia del marchio di sci "Kästle" e al suo stretto legame con Lech.
- Museo Huber-Hus: La casa Huber-Hus, costruita nel 1590, invita innanzitutto a scoprire la vita e il lavoro rurale, con la cucina, situata al piano terra, che costituisce il nucleo storicamente più antico della casa. Gli oggetti esposti, dal periodo barocco ai giorni nostri, provengono dai proprietari originali, la famiglia Huber. Di particolare valore sono i numerosi oggetti esposti nella "Küferwerkstatt” (in italiano bottega del bottaio), alcuni dei quali risalgono al XVIII secolo. Il seminterrato della casa ospita gli archivi del comune di Lech. Al piano superiore le stanze rinnovate sono disponibili per mostre speciali che cambiano due volte all'anno.
- Riserva naturale di Gipslöcher: Sopra Lech si trova la riserva naturale Gipslöcher (in italiano "buchi di gesso"). La zona si distingue con più di 1.000 doline, il cui diametro può raggiungere i 100 metri e una profondità di 35 metri. La riserva naturale è stata istituita anche perché ospita 20 specie diverse di orchidee e molte marmotte. Pertanto, le escursioni sono particolarmente popolari durante la stagione della fioritura delle orchidee da luglio a metà agosto. Il paesaggio offre alle orchidee e alle marmotte una protezione ottimale dai nemici e dal vento.[1]
- Gondole Cineastiche: All'inizio della stagione invernale si tiene un festival artistico per cortometraggi animati, arte visiva e musica, ambientato nelle seggiovie della Rüfikopfbahn o davanti e nella stazione di montagna Rüfibahn.
- Skyspace Lech: Questo spazio luminoso, e installazione artistica, è stato concepito da James Turrell nel 2014. L'obiettivo dell'artista era di permettere l'incontro del cielo e della terra nel paesaggio d'alta montagna con una nuova visione. A questo scopo, James Turrell ha creato una struttura circolare in gran parte sotterranea che si inserisce perfettamente nel delicato paesaggio alpino. In questo spazio di luce, c'è una panchina circolare che permette la vista del cielo aperto e, in base alla rotazione della terra, offre diverse prospettive.[2]

## Gemellaggi
- Kampen, dal 2009
- Avon - Beaver Creek (stazione sciistica del Colorado)
- Hakuba

## Attività sportive

### Sport invernali
A Lech si trova il più grande comprensorio sciistico dell'Austria, lo Ski Arlberg, che si estende su circa 50 km² e conta circa 300 chilometri di piste. Lo Ski Arlberg copre oltre 1.500 metri di altitudine raggiungendo la cima Valluga (2.811 m). In totale sono in funzione 97 impianti di risalita e funivie, con una capacità di trasporto di 123.600 persone all'ora.
La pista Langer Zug (pista numero 215) dal monte Rüfikopf (tramite la pista 181) a Lech è una delle dieci piste battute più ripide al mondo.

#### Eliscì
Lech è l'unico luogo in Austria in cui è ancora consentito l'eliscì. I punti di atterraggio sono sui monti Mehlsack (2652 m) e Orgelscharte, vicino al rifugio Göppinger Hütte. Non si vola nei fine settimana e nei giorni festivi.

#### Impianti di risalita a Lech e Oberlech[5]
| Nome                   | Tipo                             | Capienza (persone)    | Anno di costruzione | Costruttore  | Altitudine stazione a valle | Altitudine stazione in monte | Lunghezza | Capacità [persone/ora] | Tempo della corsa | periodo invernale                  |
| ---------------------- | -------------------------------- | --------------------- | ------------------- | ------------ | --------------------------- | ---------------------------- | --------- | ---------------------- | ----------------- | ---------------------------------- |
| Bergbahn Lech-Oberlech | Cabinovia                        | 80                    | 2016                | Steurer      | 1442 m                      | 1657 m                       | 829 m     | 1230                   | ca. 2:10 min      | in servizio                        |
| Rüfikopfbahn II        | Cabinovia                        | 80                    | 1987                | Waagner Biro | 1447 m                      | 2335 m                       | 2173 m    | 800                    | ca. 4:00 min      | in servizio                        |
| Rüfikopfbahn I         | Cabinovia                        | 60                    | 1957                | Steurer      | 1447 m                      | 2337 m                       | 2131 m    | 500                    | ca. 7:50 min      | in servizio                        |
| Schindlergratbahn      | Telecabina riscaldata            | 10                    | 2019                | Doppelmayr   | 2035 m                      | 2643 m                       | 1945 m    | 2800                   | ca. 7:39 min      | in servizio                        |
| Zugerbergbahn          | Telecabina                       | 10                    | 2021                | Doppelmayr   | 1490 m                      | 2105 m                       | 1440 m    | 2400                   | ca. 4:20 min      | in servizio                        |
| Weibermahdbahn         | Seggiocabinovia                  | 8 (segg.) 10 (cabina) | 2011                | Doppelmayr   | 1786 m                      | 1923 m                       | 771 m     | 3874                   | ca. 2:50 min      | in servizio                        |
| Balmengratlift         | Manovia/Babylift                 | 1                     | 1998                | Poma         | 2094 m                      | 2099 m                       | 222 m     | 1400                   | ca. 2 min         | in servizio                        |
| Flühenlift             | Skilift a piattello              | 1                     | 1964                | Doppelmayr   | 1446 m                      | 1527 m                       | 404 m     | 610                    | ca. 3:40 min      | in servizio                        |
| Hinterwieslift         | Skilift con T-bar                | 1                     | 1981                | Doppelmayr   | 1475 m                      | 1662 m                       | 598 m     | 1186                   | ca. 3:40 min      | in servizio                        |
| Rotschrofenbahn        | Seggiovia ad alta velocità       | 6                     | in progettazione    |              | 1799 m                      | 2135 m                       | 1300 m    | 2400                   | ca. 4:50 min      | in progettazione                   |
| Schafalplift           | Skilift a piattello              | 1                     | 2003                | Doppelmayr   | 1989 m                      | 2065 m                       | 666 m     | 600                    | ca. 3 min         | in servizio                        |
| Kriegerhorn            | Seggiovia ad alta velocità       | 6                     | 2002                | Doppelmayr   | 1801 m                      | 2172 m                       | 1177 m    | 2880                   | ca. 4:20 min      | in servizio                        |
| Hasensprung            | Seggiovia ad alta velocità       | 6                     | 2003                | Doppelmayr   | 1869 m                      | 2050 m                       | 847 m     | 2800                   | ca. 5:10 min      | in servizio                        |
| Petersbodenbahn        | Seggiovia ad alta velocità       | 6                     | 1998                | Doppelmayr   | 1645 m                      | 1930 m                       | 1118 m    | 3200                   | ca. 5:10 min      | in servizio                        |
| Schlegelkopfbahn I     | Seggiovia ad alta velocità       | 4                     | 1990                | Girak        | 1441 m                      | 1808 m                       | 1334 m    | 2400                   | ca. 5:30 min      | in servizio                        |
| Schlegelkopfbahn II    | Seggiovia ad agganciamento fisso | 2                     | 1972                | -            | 1423 m                      | 1811 m                       | 1341 m    | 1200                   | ca. 9:50 min      | in servizio                        |
| Schlosskopfbahn I+II   | Telecabina riscaldata            | 10                    | in progettazione    | Doppelmayr   | -                           | -                            | 1414 m    | 2400                   | ca. 4:20 min      | in progettazione                   |
| Schlosskopf            | Seggiovia ad agganciamento fisso | 2                     | 1964                | Girak        | 1435 m                      | 1773 m                       | 1414 m    | 850                    | ca. 10 min        | in servizio                        |
| Steinmähderbahn        | Seggiovia ad alta velocità       | 8                     | 2003                | Doppelmayr   | 1822 m                      | 2309 m                       | 1328 m    | 4000                   | ca. 4:50 min      | in servizio                        |
| Übungslift Oberlech    | Skilift a piattello              | 1                     | 1963                | Doppelmayr   | 168 m                       | 1735 m                       | 451 m     | 800                    | ca. 2:50 min      | viene sostituito da: Grubenalpbahn |
| Grubenalpbahn          | Seggiovia ad alta velocità       | 6                     | in progettazione    | Doppelmayr   | 1634 m                      | 1849 m                       | 1150 m    | 2400                   | ca. 4:10 min      | in progettazione                   |
| Weibermahdbahn         | Seggiocabinovia                  | 8 (segg.) 10 (cabina) | 2011                | Doppelmayr   | 1786 m                      | 1923 m                       | 771n m    | 3874                   | ca. 2:50          | in servizio                        |
| Zugerbergbahn          | Telecabina                       | 10                    | 2021                | Doppelmayr   | 1490 m                      | 2105 m                       | 1440 m    | 2400                   | ca. 4:20 min      | in servizio                        |

### Mountainbike
Lech è anche un luogo popolare per gli appassionati di mountain bike in estate e in autunno. I percorsi transalpini Heckmair-Route e Joe-Route passano per Lech.

### Escursionismo
Per gli escursionisti, la Lechquellenrunde ("il giro delle Lechquellen") e il sentiero Robert-Bosch sono opportunità per esplorare le montagne di Lech. Molti dei sentieri escursionistici intorno a Lech sono raggiungibili con i vari impianti di risalita, aperti anche in estate, e con bus navette. I rifugi e i bivacchi sono raggiungibili da Lech tramite diversi sentieri.

#### Sentieri
Lechweg
- Formarinsee → Lech: 14,3 km – 3,5 ore
- Lech → Warth: 9,3 km – 5 ore

L'Anello Verde (3 tappe)
- 1ª tappa: Rüfikopf → Zürs am Arlberg (via il lago Monzabonsee): 7,2 km – 2-2,5 ore
- 2ª tappa: Zürs → Zug (via Madlochjoch): 7,3 km – 3 ore
- 3ª tappa: Zug → Lech (via malghe Balmalp e Kriegeralpe/via laghi Speichersee e Libellensee): 9,7 km – 3,5 ore

Stazione di risalitia Lech-Überlech → Skyspace Lech → Karhorn Auenfeld → Bodenalpe → Lech: 11 km – 3,5 ore